# Miguel Alandia Pantoja

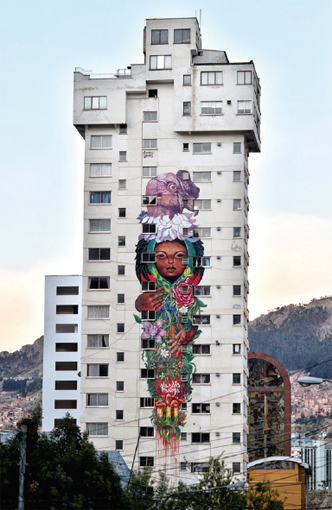
Mural: "Alegoría a la vida", en homenaje a Miguel Alandia Pantoja, realizado por el Colectivo Cementerio de Elefantes, en el II Encuentro de Muralismo Latinoamericano (2016), en el barrio de Sopocachi, La Paz.

Miguel Alandia Pantoja (Catavi, Bolivia, 27 de marzo de 1914 – Lima, Perú, 2 de octubre de 1975,) fue un pintor y  muralista  boliviano.

## Biografía
Nació en la zona minera de Catavi, en el departamento de Potosí, al suroeste de Bolivia. Combatió en la Guerra del Chaco (1932-1935) y fue hecho prisionero. Gran parte de sus trabajos están inspirados por el tema del patriotismo y la exaltación de la clase obrera-trabajadora( en especial, minera) campesina e  indigenista. El período que siguió a la guerra se caracterizó por la afirmación de la identidad nacional boliviana, la fractura profunda del poder oligárquico de los "barones del estaño" y los grandes propietarios de tierras; y por el ascenso de nuevas fuerzas políticas, la organización de sindicatos obreros en las minas de estaño y movilizaciones indígenas y campesinas.
Los historiadores de arte no dudan en ubicarlo entre los pintores sociales que, como Gil Imaná, Walter Solón Romero y Lorgio Vaca, surgieron en la plástica boliviana tras el triunfo de la revolución nacionalista de 1952; una generación que, arrastrada por el realismo y la efervescencia revolucionaria, creó obras identificadas plenamente con las aspiraciones populares.   

### Indigenismo, muralismo y socialismo
El indigenismo como movimiento cultural, atrajo la atención de Miguel Alandia para las temáticas sociales y para la obra de pintor boliviano Cecilio Guzmán de Rojas, muy ligado al indigenismo literario de Gamaliel Churata del grupo Orkopata. La obra de Alandia representó parte del resurgimiento indigenista, pero con una crítica social que incorporó nuevas influencias artísticas y políticas.
A comienzos de la década de 1940 adhirió al trotskismo influenciado por Guillermo Lora. Fundó el Sindicato de Artistas, uno de los núcleos del debate intelectual de aquellos años. Sufrió la represión del los gobiernos de Enrique Peñaranda, Enrique Hertzog y Mamerto Urriolagoitia . Participó de la constitución de la Federación Sindical de Trabajadores Mineros de Bolivia (FSTMB) y de las actividades de su partido político, el Partido Obrero Revolucionario (POR). Conoció el exilio y las prisiones y participó en los debates y polémicas artísticas. Es durante ese período que se aproxima a los muralistas mexicanos, cuyas obras dieron influyeron en la obra Alandia , sin romper con el indigenismo de su primera fase artística.
Las obras de los tres grandes muralistas mexicanos José Clemente Orozco, Diego Rivera y David Siqueiros, por el contenido, por el rescate de temáticas indigenistas y populares, influyeron las formas y temáticas de Alandia. En especial el contacto con Orozco y Rivera, que se habían relacionado con León Trotski, fue relevante en la obra del boliviano. Los murales de Alandia se reflejan también los trazos de Siqueiros, a pesar de las divergencias políticas entre ambos. De Orozco, tomó principalmente el indigenismo pictórico. Una de las mayores identidades de Alandia con Orozco y Rivera fue la visión emancipatoria del arte y la negación de la dominación del arte por la política, siguiendo el célebre Manifiesto por un Arte Revolucionario e Independiente de julio de 1938, firmado por André Breton, Rivera y Trotski.

### La Revolución de 1952
Miguel Alandia empuñó un fusil junto con miles de activistas por las calles de La Paz en los combates entre el 9 y el 11 de abril de 1952. El ejército fue derrotado por las milicias populares, junto con el poder de las oligarquías. Participó de la fundación de la Central Obrera Nacional, predecesora de la Central Obrera Boliviana (COB), y fue el responsable de la edición de su primer periódico La Rebelión y miembro de la comisión de organización del primer congreso da COB. Con el impulso de las medidas revolucionarias, se erigieron los murales y otras obras de arte en el Museo de la Revolución Nacional y en otros espacios culturales, políticos y sindicales para conmemorar los acontecimientos de 1952. Fueron incentivados artistas dispuestos a tematizar el nacionalismo a partir de las imágenes  y letras de las comunidades indígenas y las masas populares. En esa época  hay una confluencia de artistas y poetas  en torno  a  las ideas de Alandia Pantoja, tal es el ejemplo del Poeta, escritor Jaime Saenz, también  el futuro guionista y cineasta Oscar Soria, quienes  lanzaron la revista Hombre, en 1954; otros artistas afines al MNR y a su gobierno; y otro grupo de artistas distanciados del compromiso político y dedicados a temas y formas abstractos.
Los murales de Miguel Alandia se multiplicaron en los espacios públicos. En el Palacio Quemado pintó en 1953 Historia de la Mina, con 86 m², obra que conoció Diego Rivera en su viaje a La Paz, ese año. En el auditorio principal del Hospital Obrero de La Paz está el mural Historia de la medicina, elaborado en 50 m² el año de 1956, que representa el avance de la ciencia médica, en diálogo con los saberes indígenas y la medicina tradicional. La serie de cinco murales Petróleo en Bolivia está en la sede de Yacimientos Petrolíferos Fiscales Boliviano desde 1957.
En 1957, Alandia Pantoja fue invitado a México para exponer sus pintura en el Palacio de Bellas Artes . Durante este viaje pintó el lienzo de Fidel Castro que en ese momento combatía a las tropas de Batista en la Sierra Maestra. El cuadro era exhibido en las calles de México en campañas para recaudar dinero para ayudar a financiar la revolución se gestaba en Cuba. En 1959, apenas triunfaron los revolucionario cubanos, Alandia llegó a exponer en el Museo de Arte y otros lugares de La Habana. El lienzo de 1957 está ahora en el hall de la embajada cubana en Bolivia.

### Aportes en el campo Artístico
- (1953) Fundador del Sindicato de Artistas y Pintores Revolucionarios 
- (1961) Fundador de la Asociación Boliviana de Artistas Plásticos (ABAP) 

### Golpe de Estado y persecución militar
Tras el golpe militar del general René Barrientos, en noviembre de 1964, el mensaje de los murales pintados por Alandia se volvió insoportable para los militares. Varias obras suyas que celebraban las acciones de los mineros y los campesinos en 1952, fueron destruidas por las dictaduras militares. El Monumento a la Revolución Nacional, donde está su mural Lucha del Pueblo por su Liberación, Reforma Educativa y Voto Universal de 160 m², fue cerrado 31 años, hasta 1995. En mayo de 1965, a golpes de pica los murales del Palacio Quemado fueron tratados con la misma violencia con que se eliminaron dirigentes políticos de los sindicatos y partidos opositores a la dictadura.

### La Asamblea Popular de 1971
En 1969, asciende al poder el general Alfredo Ovando Candia, que nacionalizó el petróleo. La COB y los partidos de oposición se rearticularon. Miguel Alandia participó en ese período de la reorganización del sindicato de los artistas. Una de sus obras de la época es el cuadro que retrata el asesinato dos líderes mineros, militantes del POR Isaac Camacho y César Lora. Cuando sectores militares, encabezados por el general Rogelio Miranda, derribaron al general Ovando para contener la apertura democrática, el general nacionalista Juan José Torres tomó la  presidencia el 8 de octubre de 1970, apoyado por una huelga general, decretada por la COB, que organiza con estudiantes y campesinos la "Asamblea Popular". La idea de que una nueva ruptura revolucionaria se precipitaba ilusionó las organizaciones de izquierda. Sin embargo, la derecha militar se rearticuló y el gobierno Torres quedó bajo el fuego cruzado de los militares golpistas y de la Asamblea Popular.
Miguel Alandia estuvo nuevamente en el centro de los acontecimientos. Había participado del 4º congreso de la COB en mayo de 1970, como delegado del sindicato de los artistas; luchó en las "jornadas de octubre",  como militante del POR y en la Asamblea Popular dirigió la 'Comisión de Defensa y Milicias, encargada de armar los sindicatos y militantes para conformar  milicias populares. En febrero de 1971, realizó una importante exposición en La Paz, la última en suelo boliviano. En una entrevista de la época reafirmaba los compromisos de su arte:

Creo que la pintura mural es la pintura del futuro, no sólo por ser monumental y expresar las esperanzas de las amplias masas, sino también porque la transformación de la sociedad impone que se exprese de forma monumental; la plástica expresa el sentimiento democrático y humano de la sociedad en su conjunto, o sea, que la pintura mural debe substituir en el futuro a los pequeños museos en que hoy se conservan las obras de los grandes maestros del pasado. Mi mayor placer es siempre pintar murales, lo que no me impide hacer pintura de caballete
El Diário, 24 de enero de 1971

Un movimiento cultural y artístico estaba en desarrollo conjuntamente con la Asamblea Popular en 1971, que en una resolución den 2 de julio de 1971 exigió la protección y preservación de las obras de los artistas revolucionarios. Se respiraba una vitalidad creativa, política y cultural. Pero, el  golpe sangriento de Hugo Banzer en agosto de 1971 obligó a Miguel Alandia a refugiarse en Perú. Murió durante su exilio en un hospital de Lima. Sus restos fueran llevados a La Paz, donde el cortejo fúnebre que partió de la sede de la Federación de Trabajadores Mineros, murmuraba: "Alandia continua vivo. Alandia es inmortal".

## Exposiciones y premios
Su primera exposición se realizó en 1937. Sus exposiciones más importantes tuvieron lugar en Buenos Aires (1945), Santiago de Chile (1947), México (1957 y 1970), Costa Rica (1957), La Habana (1959), Caracas (1959), Checoslovaquia (1964), Hungría (1964), Yugoslavia (1964), Viena (1964), Montevideo (1965) y Lima (1967). Obtuvo Mención Honrosa, en la Primera Bienal de México en 1958 y el Gran Premio Nacional de Pintura de La Paz en 1960. En 1963 recibe la Condecoración Estrella de Águila, (Antigua Yugoslavia)

## Cronología de las Exposiciones
- 1937 Salón Municipal de Exposiciones, La Paz, Bolivia.
- Salón Municipal, Oruro. Colegio Pichincha, Potosí.
- Club Social Cochabamba, Cochabamba. Palacio Nacional de Gobierno, Sucre.
- 1941 Universidad Técnica de Oruro, Bolivia.
- 1945 Salón de Plásticos Argentinos, Buenos Aires, Argentina.
- 1949 Biblioteca Municipal, Antofagasta, Chile. Sala del Ministerio de Educación, Santiago de Chile.
- 1950 Universidad Técnica de Oruro, Bolivia. Salón Municipal de La Paz, Bolivia.
- 1953 Hall del Palacio de Gobierno, La Paz, Bolivia.
- 1954 Federación de Mineros, La Paz, Bolivia.
- 1957 Centro Cultural Boliviano-Alemán, La Paz, Bolivia.  Palacio de Bellas Artes, Distrito Federal, México. Hall del Teatro Municipal, San José de Costa Rica, Costa Rica. Museo Nacional, Quito, Ecuador. Escuela de Bellas Artes, Guayaquil, Ecuador.
- 1959 Museo de Arte, La Habana, Cuba. Habana, Cuba. Salón Municipal, Santiago de Cuba.
- Museo de Bellas Artes, Caracas, Venezuela. Salón de
- Exposiciones de la Ciudad Universitaria, Caracas, Venezuela. Salón Municipal, La Paz, Bolivia.
- 1960 Galería "El Diario", La Paz, Bolivia
- 1964 Casa de la Cultura, Brno, Checoslovaquia.  Salón ULUV, Praga, Checoslovaquia. (Bohemia). Museo Antropológico, Vesprim, Hungría. Museo Antropológico, Shekesfehérvar, Hungría. Ernst Muzeum, Budapest, Hungría. Comisión para Contactos Culturales con el Extranjero, Belgrado, Yugoslavia. Wiener Secession, Viena, Austria.
- 1965 Subte Municipal, Montevideo Uruguay.
- 1966 Universidad Mayor de San Andrés, La Paz, Bolivia.
- 1967 lnstituto de Arte Contemporáneo, Lima, Perú.
- 1968 Museo Colonial, (Quito-Ecuador)
- 1970 Instituto Nacional de  Bellas Artes, México D. F.

## Incidentes

### Destrucción deHuelga y masacre
Cuando el 18 de septiembre de 1980 se inició la demolición del edificio de la Federación de Trabajadores Mineros y de la COB, los militares golpistas no tuvieron el menor reparo en deshacerse del mural titulado “Huelga y Masacre”, de 34 metros cuadrados. El mural fue rescatado de las manos de los golpistas por la familia del artista y la UNESCO, pero fue a parar a la oficina de la Aduana Nacional. No solo sufrió daños en el ataque, sino también por factores climáticos, al estar en la intemperie, en la aduana. Fue restaurado desde 2009. En 2014, completada la restauración, fue devuelto a los sindicatos. 

### Redescubrimiento en Milluni
En 2017, en el que fue el centro minero de Milluni, donde se originaron los combates de la revolución del 52, fue descubierto otro mural de Alandia, que estuvo cubierto por escombros durante décadas.